# Leyton Orient F.C.
Leyton Orient Football Club er en engelsk fodboldklub som spiller i League One. Klubben blev stiftet i 1881, og blev valgt ind i The Football League i 1905. "The O's", som er kaldenavnet til Leyton Orient, spiller sine hjemmekampe på Brisbane Road i Leyton, som har plads til 9.271 tilskuere. Byen Leyton ligger i den engelske region Greater London.

## Sejre
- Bedste ligaresultat: Nr 22 i 1. division i 1962/63.
- Vinder af 3. division: 1969/70.
- Vinder af 3. division (syd): 1955/56.
- Bedste resultat i FA-Cupen: Semifinale i 1977/78.
- Bedste Resultat i Ligacupen: 5. runde i 1962/63.

## Klubrekorder
- Største sejr: 8-0 over Crystal Palace i 3. division (syd) den 12. november 1955.
- Største tab: 0-8 mod Aston Villa i 4. runde af FA-Cupen den 30. januar 1929.
- Højeste tilskuertal: 34.345, mod West Ham United i 4. runde af FA-Cupen den 25. januar 1964.
- Flest landskampe: 8, John Chiedozie for Nigeria.
- Flest ligamål totalt: 121 mål, Tommy Johnston, 1956-1958 og 1959-1961.
- Flest ligamål i en sæson: 35 mål, Tommy Johnston, 1957/58 i 2. division.
- Yngste ligaspiller: 15 år og 327 dage, Paul Went den 4. september 1965.
- Dyreste spillersalg: Gabriel Zakuani, £1.000.000 til Fulham i 2006.

Men efter 2005-06 sæsonen blev Gabriel Zakuani solgt til Fulham for 1 mil£.
- Dyreste spillerkøb: Paul Beesley, £175.000 til Wigan Athletic i oktober 1989.